# 프랑구 피리피리
프랑구 피리피리(포르투갈어: frango piri-piri)는 포르투갈의 매콤한 닭고기 통구이 요리이다. 피리피리 소스를 바른 닭고기를 슈하스쿠 방식으로 구워 내는 음식이며, 프랑구 드 슈하스쿠 아 포르투게자(포르투갈어: frango de churrasco à portuguesa)로도 불린다. 모잠비크 요리 전통에서 영향을 받았으며, 남아프리카 공화국 등에서도 즐겨 먹는다.
남아공의 패스트 푸드 체인인 난도스의 페리페리 치킨(영어: peri-peri chicken)이 전 세계적으로 유명하다.

## 이름
포르투갈어 "프랑구(frango)"는 "닭"을 뜻하며, "피리피리(piri-piri)"는 고추 종류이다. "프랑구 피리피리"는 "피리피리 닭고기"라는 뜻이다. "프랑구 드 슈하스쿠 아 포르투게자(frango de churrasco à portuguesa)"는 "포르투갈식 슈하스쿠 닭고기"라는 뜻이다.

## 만들기
피리피리, 마늘, 파프리카가루, 올리브유, 레몬 즙(또는 라임 즙)을 블렌더에 갈아 피리피리 소스를 만든다. 닭을 반으로 갈라 펴서 그릴에 굽다가, 익으면 소스를 발라 더 구워 낸다.

## 같이 보기
- 갈리냐 아 아프리카나
- 저크 치킨
- 카프레알
- 카프리엘라